# Єзьорово
Єзьорово (пол. Jeziorowo, нім. Seedorf) — село в Польщі, у гміні Шубін Накельського повіту Куявсько-Поморського воєводства.
У 1975-1998 роках село належало до Бидгощського воєводства.